# Завилинский, Роман
Роман Завили́нский (пол. Roman Zawiliński, 1 марта 1855, Бжезины (en) (ныне — в Подкарпатском воеводстве) — 12 октября 1932, Краков) — польский этнограф, лингвист и славист.

## Биография
Сын музыканта-органиста. В 1875 году окончил гимназию в Тарнуве. Затем изучал славянскую филологию в Венском университете. С 1876 года — студент Ягеллонского университета, после его окончания в 1878 году, работал учителем польского, латинского, греческого и немецкого языков в младших классах школ в Новом Сонче и Кракове.
В 1898—1899 годах жил в Праге, где под руководством проф. Яна Гебауэра защитил докторскую диссертацию о влиянии словацкого языка на польские диалекты. В 1902—1908 гг. работал директором гимназии в Тарнуве, в сентябре 1908 года вернулся в Краков и занял пост директора средней школы, где работал до своего выхода на пенсию в 1924 году.
В 1884—1901 гг. — активный член Антропологической комиссии Академии знаний в Кракове, два срока был секретарём этнографического отдела. Основатель и долгосрочный редактор ежемесячного журнала «Poradnik Językowy», автор лингвистических и этнографических работ (включая словарь синонимов), а также польской грамматики для средних школ и тезауруса.
В 1903—1909 гг. был соредактором издания «Ubiory ludu polskiego». В 1913—1916 годах — первый главный редактором издания «Język Polski» («Польский язык»), позже был редактором и издателем «Poradnika Językowego».
Умер в Кракове. Похоронен на Раковицком кладбище.

## Избранные научные труды
- «Gwara brzesińska»,
- «Brzeziniacy»,
- «Kwestya run slowianskich ze stanowiska lingwistycznego» и прочее.